# Jan van Gendt (architect)
Johan (Jan) Godart van Gendt (1833 – Yokohama, 21 december 1880) was een Nederlands wiskundige en architect.

## Leven
Jan van Gendt was een van de vier zoons van Johan Godart van Gendt sr. en Henrietta Margaretha Thierens. Zijn broers, Frits van Gendt (1831), Dolf van Gendt (1835) en Gerlach Jan van Gendt (1838), waren ook architect. Van 1861 tot 1864 was Van Gendt werkzaam op Java en vanaf 1878 tot zijn dood in Japan. Van Gendt publiceerde onder andere Van Gendt en Brinkman's Technische Bibliotheek, Van Gendt's Bouwkalender en Bernoulli's Vademecum. Hij was tweede secretaris van de Maatschappij tot Bevordering der Bouwkunst.